# NGC 336
NGC 336 (другие обозначения — ESO 541-4, IRAS00555-1839, PGC 3470) — спиральная галактика (возможно, пекулярная) в созвездии Кит.
Этот объект входит в число перечисленных в оригинальной редакции «Нового общего каталога».
См. изображение галактики (недоступная ссылка — история)..
Галактика входит в широкую пару с галактикой ESO541-5, угловое расстояние между ними 110,2 минуты (852 кпк в проекции на картинную плоскость). Светимость NGC 336 составляет 4,4⋅109 L⊙ (светимостей Солнца).

## Открытие и идентификация
Фрэнк Левенворт обнаружил эту галактику в обсерватории Леандера-Маккормика с помощью с 26-дюймового рефрактора. Хотя первые характеристики прямого восхождения были некачественными (даны с точностью до минуты и часто некорректны до нескольких минут), Ливенуорт помимо этого объекта также обнаружил NGC 335, положение которого было определено достаточно точно, и в перспективе оно используется для фиксированного ориентира. Ливенворт разместил NGC 336 всего в 9' на юг от NGC 335, хотя галактика, выбранная в «Пересмотренном новом общем каталоге», расположена в 30' к югу от NGC 335.
По словам доктора Гарольда Корвина, который исследовал оригинальный эскиз открытия, NGC 336 представляет собой очень слабую своеобразную галактику, рядом с которой имеется три звезды, и их расположение точно соответствует данным во время открытия. В каталоге UGC эта галактика обозначена как E541-IG2, и положение показывает, что NGC 336 находится на 9' к югу от NGC 335, что идеально соответствует смещению по Ливенворту.
«Пересмотренный Новый общий каталог» неправильно идентифицирует NGC 336 с анонимной галактикой M-03-03-011, расположенной в 30' на юг от NGC 335, и эти данные каталога должны быть изменены.